# Troides staudingeri
Troides staudingeri är en fjärilsart som först beskrevs av Johannes Karl Max Röber 1888.  Troides staudingeri ingår i släktet Troides och familjen riddarfjärilar. Inga underarter finns listade i Catalogue of Life.

## Bildgalleri

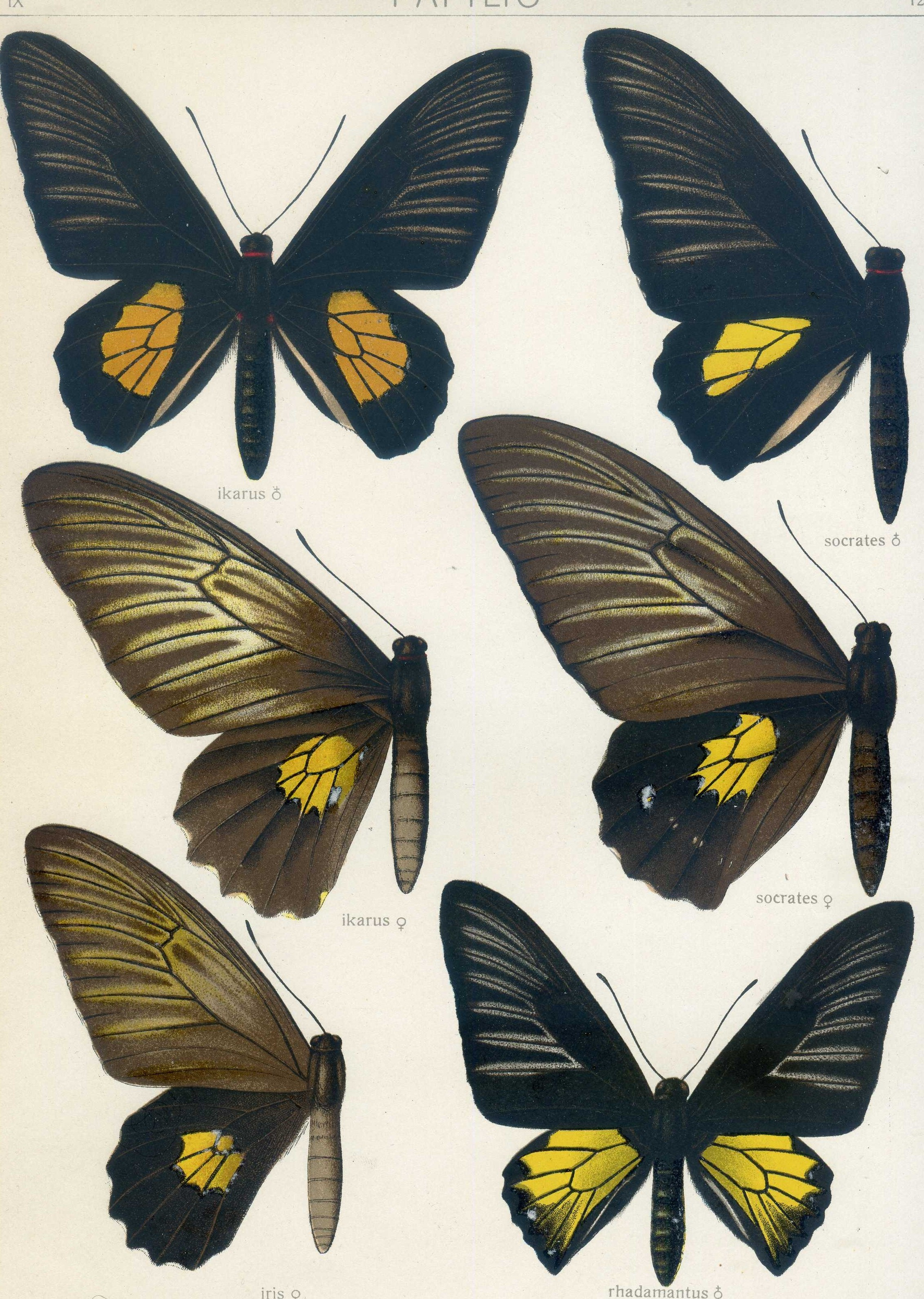